# Liste der Baudenkmäler im Kölner Stadtteil Ensen
Die folgende Liste enthält die in der Denkmalliste ausgewiesenen Baudenkmäler auf dem Gebiet des Stadtteils Köln-Ensen, Stadtbezirk Köln-Porz, Nordrhein-Westfalen.
Hinweis: Die Reihenfolge der Baudenkmäler in dieser Liste orientiert sich an den Straßennamen und ist alternativ nach Hausnummern, Denkmallistennummer oder Bezeichnung sortierbar.
Basis ist die offizielle Kölner Denkmalliste (22. Mai 2015), die Baudenkmäler und Denkmalbereiche auflistet. Dabei kann es sich beispielsweise um Sakralbauten, Wohn- und Fachwerkhäuser, historische Gutshöfe und Adelsbauten, Industrieanlagen, Wegekreuze und andere Kleindenkmäler sowie Grabmale und Grabstätten, die eine besondere Bedeutung für die Geschichte Kölns haben, handeln. Grundlage für die Aufnahme in die offiziellen Denkmallisten ist das Denkmalschutzgesetz Nordrhein Westfalens.

| Bild                           | Bezeichnung                                          | Lage                                          | Beschreibung | Bauzeit         | Einge- tragen seit | Denk- mal- nr. |
| ------------------------------ | ---------------------------------------------------- | --------------------------------------------- | ------------ | --------------- | ------------------ | -------------- |
| Fotos hochladen                | Kleindenkmal (Wegekreuz)                             | Ensen Am Marktplatz o. Nr. Karte              |              | 1869            | 1. Juli 1980       | 526            |
| Fotos hochladen                | Kleindenkmal (Wegekreuz)                             | Ensen Gilgaustraße / Ecke Kölner Straße Karte |              | 19. Jahrhundert | 1. Juli 1980       | 540            |
| Fotos hochladen                | Wohnhaus                                             | Ensen Hohe Str. 56 Karte                      |              | 18. Jahrhundert | 4. Juli 1988       | 4668           |
| Fotos hochladen                | Schule                                               | Ensen Hohe Str. 79 Karte                      |              | um 1900         | 1. Juli 1980       | 546            |
| Fotos hochladen                | Villa                                                | Ensen Kölner Str. 60 Karte                    |              | um 1905         | 8. Januar 1998     | 8246           |
| Fotos hochladen                | Villa                                                | Ensen Kölner Str. 62 Karte                    |              | um 1905         | 8. Januar 1998     | 8247           |
| weitere Bilder Fotos hochladen | Alexianerkrankenhaus                                 | Ensen Kölner Str. 64 Karte                    |              | 1905–1908       | 19. Januar 1983    | 1285           |
| weitere Bilder Fotos hochladen | Kirche St. Laurentius u. Grünanlage (ehem. Friedhof) | Ensen Kölner Str. 117 Karte                   |              | 1894–1896       | 19. Januar 1983    | 1284           |
| Fotos hochladen                | Kriegerdenkmal                                       | Ensen Kölner Str. 117 Karte                   |              | 1932            | 13. Dezember 1990  | 5834           |
| Fotos hochladen                | Allee (zur Kirche St. Laurentius)                    | Ensen St.-Laurentius-Str. o. Nr. Karte        |              | um 1900         | 1. Juli 1980       | 545            |